# غوي درق سفلي
غوي درق سفلي هي قرية في مقاطعة مراغة، إيران. عدد سكان هذه القرية هو 59 في سنة 2006.